# Картала (курорт)
Вижте пояснителната страница за други значения на Картала.
„Картала“ е ски център, намиращ се в местността Бодрост в община Благоевград, на 20 километра източно от Благоевград, официално открит през 2009 г.

## Описание
Разполага със ски писта с дължина 5 км, 6-местен кабинков лифт (с 2 станции) и 2 ски влека. Край долната станция на лифта е разположен хотелски комплекс „Картала“, а от горната станция на височина 2350 м. се разкрива гледка към Пирин и Рила.
В близост до Картала се намират хижите „Македония“ и „Чакалица“, както и резерват Парангалица.
Съоръжения:
- кабинкова въжена линия с дължина 4 км и 750 м и има капацитет 1400 души/час
- ски-влек за начинаещи (учебен) с капацитет 500 души/час и дължина 300 м
- ски-влек „Помагалски“ с капацитет 900 души/час и дължина 1500 м

Освен за ски в зимния период, в местността има изградени екопътеки за пешоходен и велотуризъм.

## История
Проектът за развитие на ски зона над Благоевград датира още от 80-те години на XX век.
През 2005 г. местният предприемач Илия Ризов влиза в публично-частно партньорство с общината за развитие на центъра чрез дружеството си „Прима инвест БГ“, а общината от своя страна апортира терени. Финансирането е осигурено чрез кредит за 4 млн. евро от Българо-американска кредитна банка.
В началото на 2019 г. ски центърът е придобит от оръжейната компания „Армако“.